# Барбарески, Гаэтано
Гаэтано Барбарески (итал. Gaetano Barbareschi; 21 августа 1889, Генуя, Королевство Италия — 5 октября 1963, Генуя, Италия) — итальянский государственный деятель, министр труда Италии (1945−1946).

## Биография
Трудовую деятельность начал токарем, был активным участником рабочего движения, одним из организаторов всеобщей забастовки в Лигурии. В годы Первой мировой войны был инженером. После её окончания активно участвовал в рабочем и антифашистском движении в Сампьердарене. В июле 1924 г. принимал участие в организации акции протеста в связи с убийством Маттеотти. В декабре 1926 г. был приговорен к двум годам исправительных работ и был уволен с поста бригадира трамвайного депо Сампьердарены. Во время немецкой оккупации в июле 1943 г. как активист Сопротивления он был арестован и заключен в генуэзскую тюрьму.
Член Итальянской социалистической партии (ИСП), был близок к позиции Сарагата, приведшей к расколу партии и обособлению Итальянской демократической социалистической партии.
Являлся членом Учредительного собрания. В 1945—1946 г. занимал должность министра труда Италии. С 1948 г. и до конца жизни — член Сената Италии. Являлся заместителем председателя комитета по труду и социальной защите и президентом группы социалистов в Сенате. До апреля 1962 г. также был городским советником Генуи.
В его честь названа улица в западной части Генуи.